# Cắt Bắc Cực

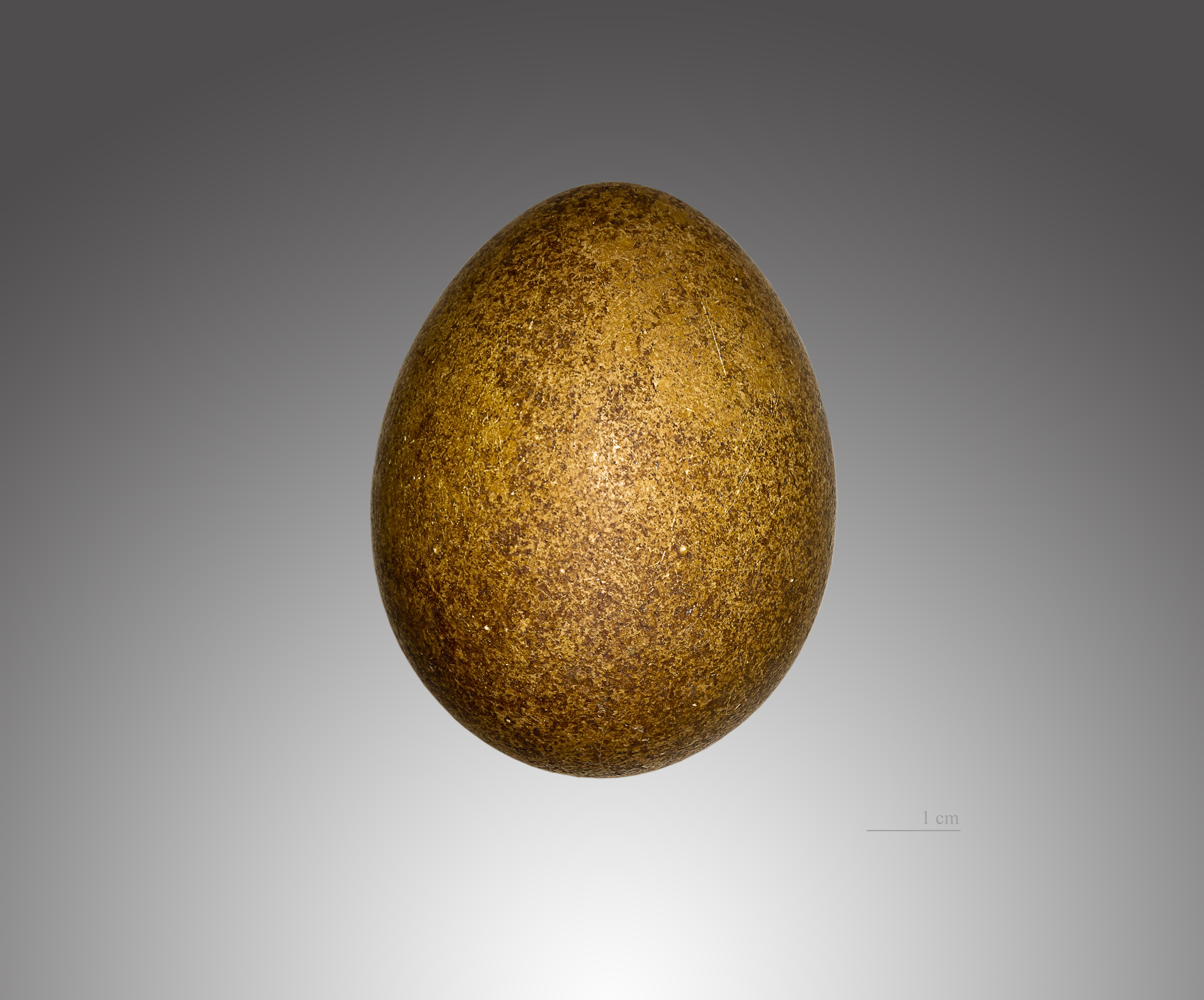
Falco rusticolus

Cắt Bắc Cực (danh pháp hai phần: Falco rusticolus) là loài lớn nhất trong Chi Cắt. Loài cắt này sinh sản ở trên bờ biển Bắc Cực và các đảo ở Bắc Mỹ, châu Âu, và châu Á. Nó chủ yếu loài không di trú nhưng một số con lại di chuyển đến các khu vực khác sau mùa sinh sản, hoặc trong mùa đông. Cắt Bắc Cực phân bố ở phần lớn Bắc bán cầu, với số lượng sinh sống ở Bắc Mỹ, Greenland và Bắc Âu. Bộ lông của nó thay đổi theo vị trí, với màu sắc từ trắng toàn thân cho đến màu nâu sẫm. Cắt Bắc Cực là quốc điểu của đất nước Iceland.

## Hình ảnh

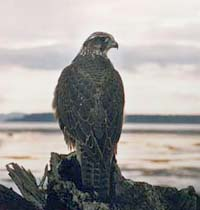
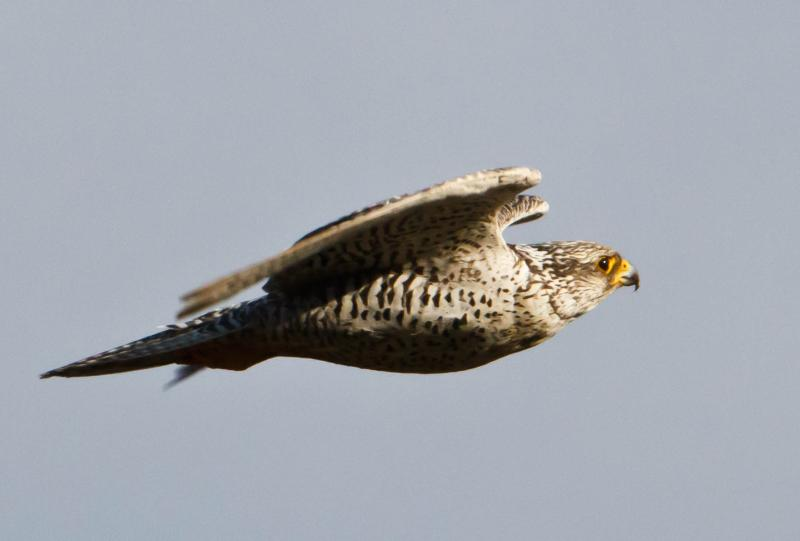
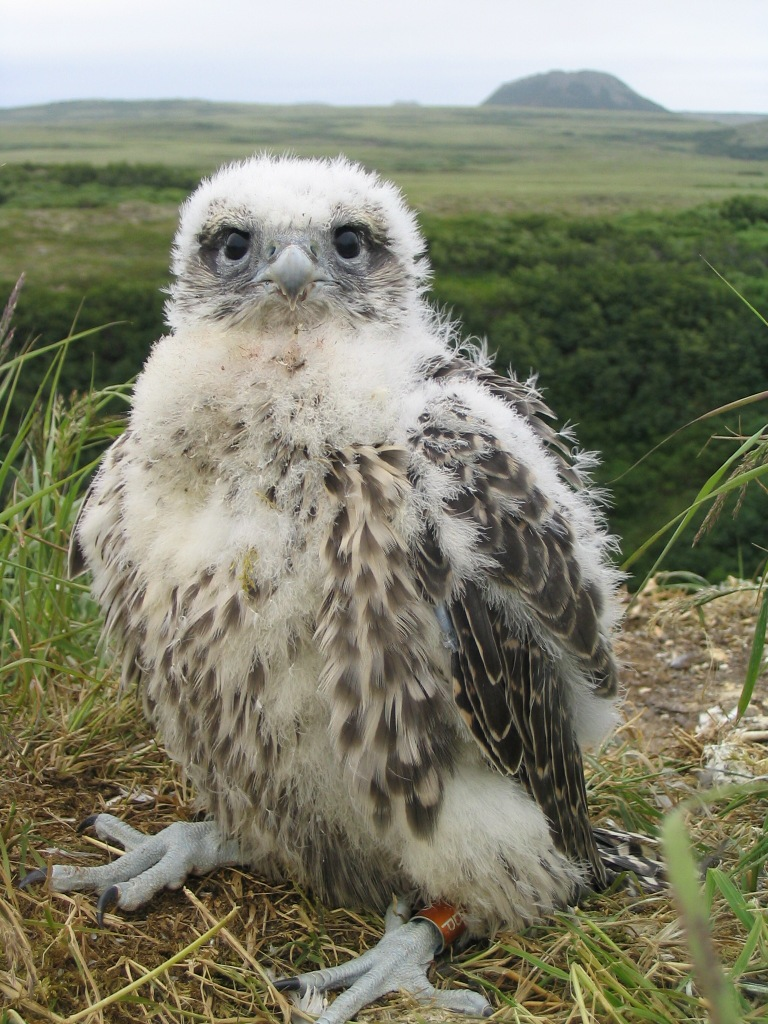
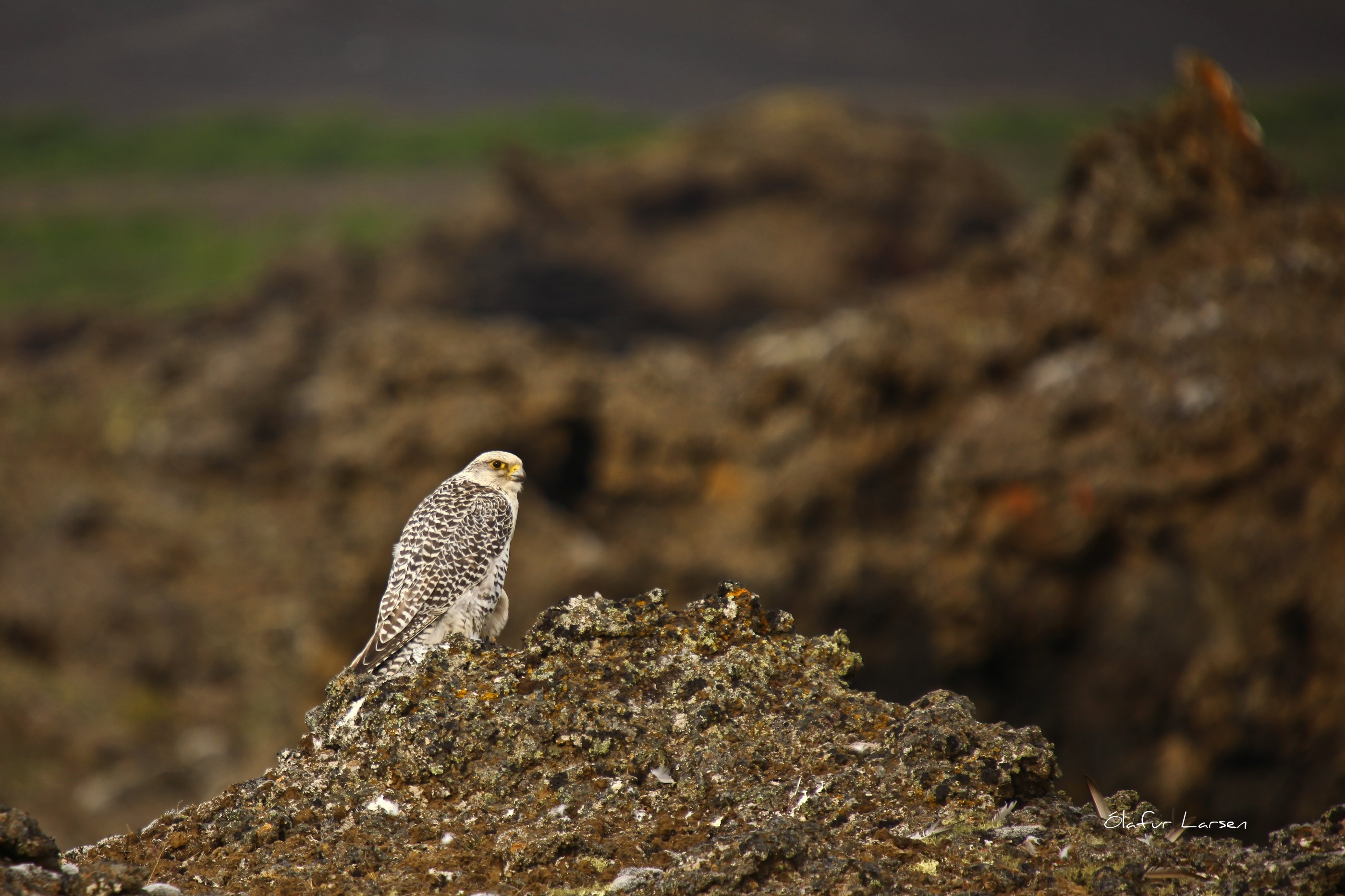